# Loria-paradicsommadár
A  Loria-paradicsommadár (Cnemophilus loriae) a madarak osztályának verébalakúak (Passeriformes) rendjébe és a paradicsommadár-félék (Paradisaeidae) családjába tartozó faj.
A magyar név forrással nincs megerősítve.

## Előfordulása
Új-Guinea szigetén él, a szigetnek mind az Indonéziához, mind a Pápua Új-Guineához tartozó részén honos.

## Alfajai
- Cnemophilus loriae amethystina
- Cnemophilus loriae inexpectata
- Cnemophilus loriae loriae

## Megjelenése
Testhossza 20-22 centiméter. A hím tollazata fekete, a tojóé sárgászöld, kivéve a szárnyát és a farkát, ami barna.

## Életmódja
Gyümölcsökkel táplálkozik, de esetenként rovarokat és pókokat is fogyaszt.

## Szaporodása
A hím által készített fészekbe rakja a tojó 1-2 tojását.